# کفش (فیلم ۱۹۱۶)
کفش (انگلیسی: Shoes) یک فیلم به کارگردانی لوئیس وبر است که در سال ۱۹۱۶ منتشر شد.
این اثر داستان زنی از طبقه کارگر را باز می‌گوید که برای به دست‌آوردن کفشی مد روز داوطلبانه به اغوای مرد ثروتمندی فرومایه تن در می‌دهد. وبر در این فیلم به گونه‌ای چشمگیر در قیاس با زمان خودش، از احساسات شدید پرهیز می‌کند. سویه اجتماعی فیلم و روایت همذات‌پندارانه‌‌اش امروز نیز نیرومند به نظر می‌رسد.